# Dactylomys boliviensis
Dactylomys boliviensis är en däggdjursart som beskrevs av Anthony 1920. Dactylomys boliviensis ingår i släktet Dactylomys och familjen lansråttor. IUCN kategoriserar arten globalt som livskraftig. Inga underarter finns listade.
Denna gnagare förekommer i Bolivia, östra Peru och nordvästra Brasilien. Arten vistas i låglandet och i låga bergstrakter upp till 1000 meter över havet. Habitatet utgörs av skogar med bambu som undervegetation eller av andra områden med bambu.